# Saison 5 de Highlander
 (juin 2024).
Si vous disposez d'ouvrages ou d'articles de référence ou si vous connaissez des sites web de qualité traitant du thème abordé ici, merci de compléter l'article en donnant les références utiles à sa vérifiabilité et en les liant à la section « Notes et références ».
Chronologie
Saison 4 Saison 6
Cet article présente le guide des épisodes de la cinquième saison de la série télévisée franco-canadienne Highlander.

## Distribution

### Acteurs principaux
Les acteurs suivants figurent au générique de la cinquième saison :
- Adrian Paul (VF : Pierre Dourlens) : Duncan MacLeod
- Stan Kirsch (VF : Pierre Laurent) : Richie Ryan
- Jim Byrnes (VF : Michel Paulin) : Joe Dawson

### Acteurs récurrents
- Peter Wingfield (VF : Maurice Decoster) : Methos (7 épisodes)
- Elizabeth Gracen (VF : Catherine Davenier) : Amanda (4 épisodes)
- Tracy Scoggins (VF : Emmanuelle Bondeville) : Cassandra (3 épisodes)
- Roger Daltrey (VF : Philippe Catoire) : Hugh Fitzcairn (2 épisodes)

## Équipe technique
- Producteurs délégués : Peter S. Davis, William Panzer, Christian Charret, Marla Ginsburg
  - Coproducteur délégué : Nicholas Clermont
- Producteur : Ken Gord
  - Producteur associé : David Tynan
  - Producteur coordination : Denis Leroy
- Consultant au scénario : David Tynan
- Consultant créatif : David Abramowitz
- Thème du générique : Princes of the Universe par Queen
- Musique originale : Roger Bellon

## Épisodes
Les dix-huit épisodes de la cinquième saison de la série sont :

### Épisode 1:La Prophétie
- États-Unis : 5 octobre 1996
- France : date inconnue sur M6

- Tracy Scoggins (Cassandra)
- Gerard Plunkett (Roland Kantos)
- Jeremy Beck (Duncan jeune)
- Matthew Walker (Ian MacLeod)

Immortels
- Cassandra
- Roland Kantos

FlashBack
- 1606,  Royaume d'Écosse

- Certains éléments de la jeunesse de MacLeod sont ici révélés ; on voit également des personnages plus jeunes qu'on avait déjà rencontré dans l'épisode Retour aux sources.
- Première apparition de Cassandra, qu'on retrouvera dans deux autres épisodes de la saison 5.
- L'acteur incarnant Jeremy Beck fut doublé dans la version originale car il n'arrivait pas à imiter l'accent écossais.

### Épisode 2:Prise de conscience
- États-Unis : 12 octobre 1996

- Real Andrews (Haresh Clay)
- Chris Humphreys (Graham Ashey)
- Chris William Martin (Carter Wellan)
- Rachel Hayward (Delila)
- Gary Jones (habitant de l'hôtel)

Immortels
- Graham Ashe
- Haresh Clay
- Carter Wellan

FlashBack
- 1657, Europe

- On apprend dans cet épisode que Graham Ashe fut le mentor de Juan Sanchez Villa-Lobos Ramirez, qui lui-même eut Connor MacLeod pour élève.
- Richie revient également après une absence de dix épisodes, à la suite des évènements survenus dans l'épisode de la saison 4 L'Emprise du mal (1re partie).
- Deuxième et dernière apparition de Gary Jones qui sera plus tard connu pour son rôle du sergent Walter Harriman dans Stargate.

### Épisode 3:Chasse à l'homme
- États-Unis : 19 octobre 1996

- Bruce A. Young (Carl Robinson)
- Eric McCormack (Matthew McCormick)
- Eric Keenleyside (Trey Franks)

Immortels
- Carl Robinson
- HMatthew McCormick
- Corman

FlashBack
- 1859 et 1926, Louisiane,  États-Unis

- Cet épisode est la suite directe d'un épisode de la seconde saison, Sa vie est un combat.
- Eric McCormack sera l'acteur principale de la série Will et Grace à partir de 1998.

### Épisode 4:La Belle Époque
- États-Unis : 26 octobre 1996

- Ian Tracey (Johnny Kelly)
- Marcia Strassman (Betsy Fields)
- Robin Mossley (Jimmy)
- Michael Kopsa (Tommy)

Immortels
- Johnny Kelly

FlashBack
- 1929, New York,  États-Unis

- Ian Tracey et Robin Mossley joueront dans Stargate SG-1 ; Iann Tracey deviendra également le grand méchant Adam Worth dans Sanctuary (série télévisée) et Robin Mossley fut le voisin de MacGyver.
- Michael Kopsa finira aussi dans Stargate pour deux rôles (3 épisodes). Ainsi que Bob Dawson qui sera Bynarr, le seigneur de Netu.

### Épisode 5:Auteur à Scandale
- États-Unis : 2 novembre 1996

- Sandra Bernhard (Caroline Marsh)
- Alistair Duncan (Terence Coventry)

Immortels
- Amanda
- Terence Coventry

FlashBack
- 1786,  Angleterre

- Sandra Bernhard est surtout connue pour son personnage de Nancy Bartlett dans la série Roseanne.

### Épisode 6:À tout prix
- États-Unis : 9 novembre 1996

- Nicholas Lea (Cory Raines)
- Tom McBeath (Sam Grinkhov)

Immortels
- Amanda
- Cory Raines

FlashBack
- 1926, Missouri,  États-Unis

- Deuxième et dernière apparition de Nicholas Lea qui est surtout connu pour son personnage d'Alex Krycek dans la série X-Files.
- Deuxième et dernière apparition de Tom McBeath qui sera connu plus tard en tant que Harry Maybourne dans Stargate SG1.
- Lors de leur première apparition, Nicholas Lea et Tom McBeath avaient joué dans le même épisode (S2-E11).
- Fait « amusant » (cet épisode étant humoristique), on découvre qu'un Immortel peut exploser dans une voiture et s'en tirer sans dommage.

### Épisode 7:L'Esprit vengeur
- États-Unis : 16 novembre 1996

- Kathy Evison (Jennifer Hill)
- Kevin Conway (Alec Hill)
- John Novak (Gerard Kragan)

Immortels
- Alec Hill
- Gerard Kragan

FlashBack
- 1886, 1888, San Francisco,  États-Unis

- Kevin Conway est surtout connu pour son personnage de Seamus O'Reily dans la série Oz.
- Duncan MacLeod nous apprend que le flashback de 1888 se situe juste après celui se déroulant dans l'épisode Le Porte-Bonheur de la quatrième saison.

### Épisode 8:L'Apprenti sorcier
- États-Unis : 23 novembre 1996

- Andrew Divoff (Gabriel Larca)
- Roger R. Cross (Derek Worth)
- Nathaniel DeVeaux (Père Bell)

Immortels
- Gabriel Larca
- Derek Worth

FlashBack
- 1830,  Pérou

- Andrew Divoff avait déjà joué dans la série, mais dans un autre rôle, dans l'épisode de la première saison Sale Journée Pour Les Otages. Il est également connu pour être le djinn démoniaque dans les films Wishmaster.
- D'après les chroniques des guetteurs, Larca était avocat dans le Portugal du XVe siècle, avant d'être un pirate en 1510 pour finalement disparaître au Pérou en 1526.
- Beaucoup d'éléments concernant les guetteurs sont ici révélés par Joe Dawson.
- Bien que n'apparaissant pas à l'écran, Carl Robinson deviendra à la fin de l'épisode le mentor de Derek.
- Roger Cross deviendra le lieutenant (puis capitaine) Conner dans Stargate SG-1, l'agent Curtis Manning de la Cellule anti-terroriste dans 24 heures Chrono puis le détective Lucas Hilton dans Arrow, il jouera aussi plusieurs rôles dans X-Files.
- Steve Bacic lui aussi rejoindra l'équipe de Stargate en tant que le major Coburn et Camulus puis l'équipe d'Arrow en tant que Sean Sonus.

### Épisode 9:Le Messager
- États-Unis : 30 novembre 1996

- Ron Perlman (le Messager)
- Robert Wisden (William Culbraith)

Immortels
- Methos
- Le Messager
- William Culbraith

FlashBack
- 1864, Andersonville,  États-Unis

- Ron Perlman a acquis sa notoriété dans la série La Belle et la Bête, avec Linda Hamilton. Adrian Paul était d'ailleurs apparu dans un épisode. Il est cependant plus connu pour son rôle dans Hellboy, sa suite et dans la série Sons of Anarchy.
- Deuxième et dernière apparition de Robert Wisden, il deviendra  Bert Samuels dans Stargate SG1, il sera aussi Gabe Sullivan dans Smallville.

### Épisode 10:Opération Walkyrie
- États-Unis : 1er février 1997

- Musetta Vander (Ingrid Henning)
- Jim Leard (Détective Frayne)
- Jan Triska (Nicolae Breslaw)
- Martin Evans (Colonel von Stauffenberg)

Immortels
- Methos
- Ingrid Henning

FlashBack
- 1935, Berlin,  Reich allemand
- 1944, Berlin et province de Prusse-Orientale,  Reich allemand

- Cet épisode est tiré d'un fait réel, l’opération Walkyrie, bien que la participation des alliés dans ce complot ne soit pas crédible.
- Musetta Vander est plus connue pour avoir joué San'auc, la fiancée de Teal'c dans la série Stargate SG-1.

### Épisode 11:Les Cavaliers de la Mort
- États-Unis : 8 février 1997

- Valentine Pelka (Kronos)
- Richard Ridings (Silas)
- Marcus Testory (Caspian)
- Tracy Scoggins (Cassandra)

Immortels
- Methos
- Kronos
- Silas
- Caspian
- Cassandra

Flashback
- Âge du bronze, Eurasie
- 1867, Texas  États-Unis

- On retrouve Cassandra, qu'on avait déjà vu dans le premier épisode cette saison, La Prophétie.
- C'est le dernier épisode de la série se passant aux États-Unis, dans la ville fictive de Seacouver.

### Épisode 12:Le Retour de l'Apocalypse
- États-Unis : 15 février 1997

- Valentine Pelka (Kronos)
- Richard Ridings (Silas)
- Marcus Testory (Caspian)
- Tracy Scoggins (Cassandra)

Immortels
- Methos
- Kronos
- Silas
- Caspian
- Cassandra

Flashback
- Âge du bronze, Eurasie

### Épisode 13:Une prison dorée
- États-Unis : 22 février 1997

- Sonia Codhant (Marina LeMartin)
- Tom Russell (Edward Cervain)
- Gary Hetherington (Carlo Capodimonte)

- 1978,  France

### Épisode 14:Flamenco
- États-Unis : 1er mars 1997

- Anthony DeLongis (Otavio Consone)
- Carman DuSautoy (Anna Hidalgo)
- Deborah Epstein (Luisa Hidalgo)
- Dolores Chaplin (Theresa)

Immortels
- Otavio Consone

Flashback
- 1851 et 1853, Madrid,  Royaume d'Espagne

- Anthony DeLongis était déjà apparu dans le rôle d'un autre Immortel, dans l'épisode Le Chantage de la saison 3. Excellent bretteur, DeLongis permet à cet épisode d'avoir un des plus beaux combats de la série.
- Adrian Paul nous donne également un aperçu de ses talents de danseur de flamenco.

### Épisode 15:La Pierre de Scone
- États-Unis : 26 avril 1997

- Roger Daltrey (Hugh Fitzcairn)
- Michael Culkin (Bernie Crimmins)

Immortels
- Amanda
- Hugh Fitzcairn
- Bernie Crimmins

Flashback
- 1720, Sedgwick Field,  Angleterre
- 1950,  Royaume-Uni

- Cet épisode humoristique est entièrement en flashback et ne comporte aucune scène contemporaine. On y voit le retour d'Hugh Fitzcairn, cependant mort durant la saison 3.
- Duncan MacLeod rencontre le Premier Ministre Winston Churchill dans cet épisode.
- Cet épisode est tiré d'un fait réel, le vol de la Pierre du destin le jour de Noël 1950.
- On peut également voir, à la fin de l'épisode la future reine Elisabeth II et sa sœur Margaret en train de discuter. Elisabeth est assise sur la pierre[réf. nécessaire]. En effet, il est dit que quiconque s'asseoit sur la pierre, sera roi.

### Épisode 16:Le Pardon
- États-Unis : 10 mai 1997

- Chris Larkin (Steven Keane)
- Michael J. Jackson (Sean Burns)

Immortels
- Amanda
- Methos
- Sean Burns
- Steven Keane

Flashback
- 1746 et 1779,  Angleterre

- Cet épisode nous présente les conséquences des évènements de l'épisode L'Emprise du mal (2e partie), où Duncan MacLeod, sous l'emprise d'un « quickening noir », avait décapité son ami Sean Burns.
- Dans la version originale, lorsque Duncan MacLeod se réveille de ses cauchemars, il parle avec un accent écossais.

### Épisode 17:Byron, l'Ange Noir
- États-Unis : 17 mai 1997

- Jonathan Firth (Lord Byron)
- Barbara Keogh (Mary Shelley)
- Katie Carr (Claire Clairmont)

Immortels
- Methos
- Byron
- Hans Kershner

Flashback
- 1816,  Suisse

- Encore un évènement réel qui inspire un épisode de la série : Mary Shelley a effectivement rencontré Lord Byron en Suisse en 1816. Son séjour dans ce pays lui a inspiré l'écriture de Frankenstein ou le Prométhée moderne.
- Michel Modo fait une très brève et dernière apparition dans le rôle de Maurice, son personnage des saisons 2 et 3.
- Katie Carr jouera le rôle de Marion Waldo la spécialiste des dinosaures dans la mini-série Dinotopia.

### Épisode 18:Punition suprême
- États-Unis : 24 mai 1997

- Edward Jewesbury (Jason Landry)
- Valentine Pelka (Kronos/Ahriman)
- Emily Raymond (Alyson Landry)
- Peter Hudson (James Horton/Ahriman)
- Babsie Steger (la légiste)

- Cet épisode voit le retour des plus grands « méchants » de la série, Kronos et James Horton.
- On voit dans cet épisode le tout premier quickening de Duncan MacLeod, lorsqu'il prend bien malgré lui la tête d'un ermite Immortel suicidaire.
- David Abramowitz déclarera plus tard que le combat final et son issue entre Duncan MacLeod et Richie Ryan fut une erreur.
- Babsie Steger est surtout connue pour avoir joué le rôle d'Hilguegue dans les Musclés et la suite puis elle jouera Sandra Nielsen dans Le Proc et Giovanna Farnese dans Borgia.